# Кацивели

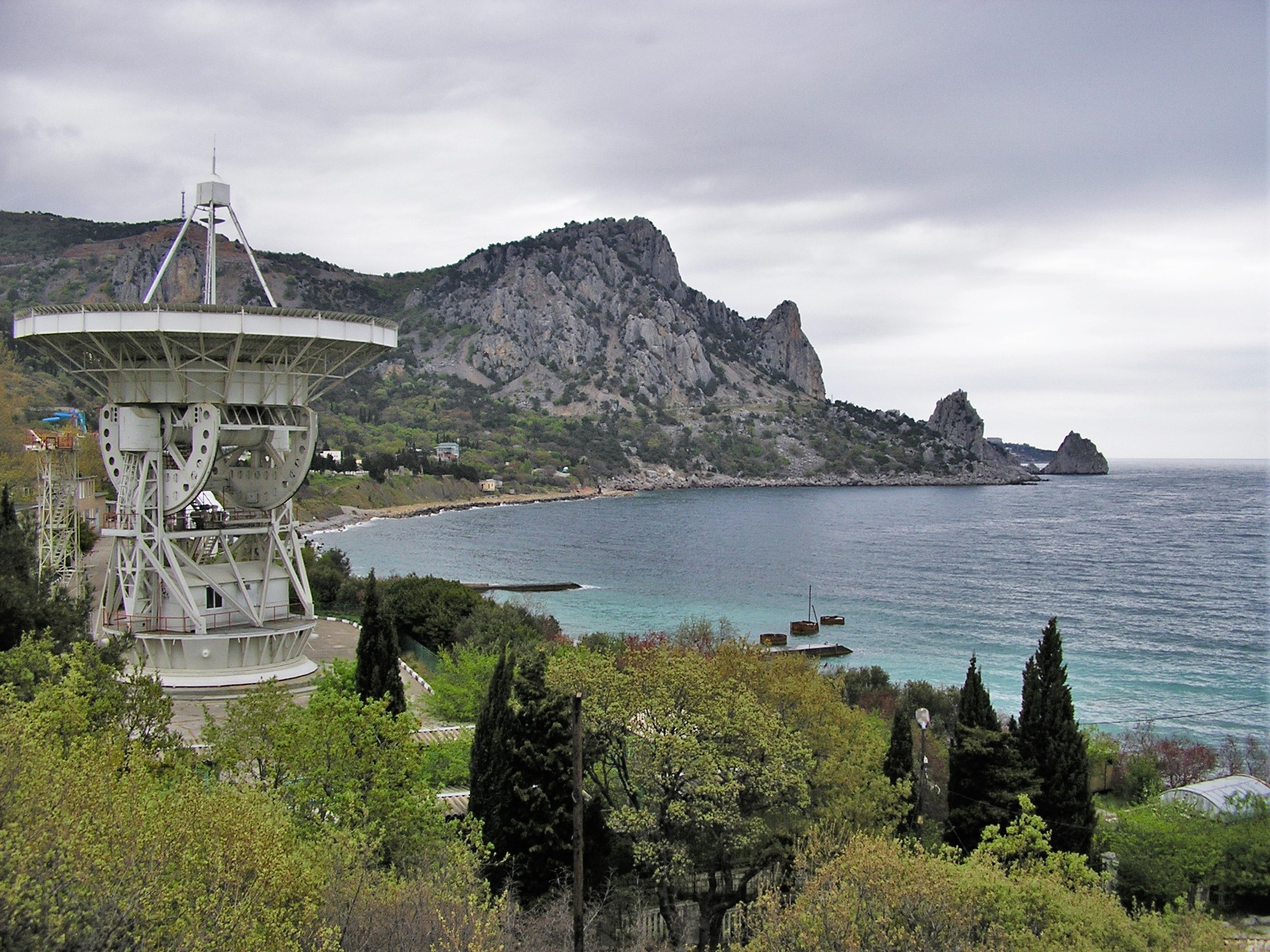
Астрофизическая обсерватория

Кациве́ли (укр. Кацівелі, крымскотат. Katsiveli, Кацивели) — посёлок городского типа / посёлок в городском округе Ялта Республики Крым (согласно административно-территориальному делению Украины — Ялтинский горсовет АР Крым, в составе Симеизского поселкового совета).

## Население
| 1979 | 1989 | 2001 | 2009 | 2010 | 2011 |
| ---- | ---- | ---- | ---- | ---- | ---- |
| 639  | →639 | ↗655 | ↘627 | ↘617 | ↘609 |
| 2012 | 2013 | 2014 | 2016 |      |      |
| ↗617 | ↗622 | ↘529 | ↗541 |      |      |

Всеукраинская перепись 2001 года показала следующее распределение по носителям языка
| Язык       | Процент |
| ---------- | ------- |
| русский    | 90,88   |
| украинский | 8,81    |
| другие     | 0,15    |

## География
Кацивели расположен на Южном берегу Крыма, в 2,5 км к западу от пгт Симеиз, примерно в 26 километрах (по шоссе) западнее Ялты на мысе Кикинеиз, высота центра селения над уровнем моря — 68 м.

## Современное состояние
На 2020 год в Кацивели числятся три улицы: Академика В. В. Шулейкина, Профессора В. В. Виткевича, Лименская и Лименский переулок; на 2009 год, по данным поссовета, посёлок занимал площадь 69,7 гектара, на которой проживало 651 человек. В посёлке действуют фельдшерско-акушерский пункт, отделение почты. Кацивели связан с Ялтой автобусным сообщением. Работают пансионат «Дом творчества учёных», другие отели и пансионаты.

## История

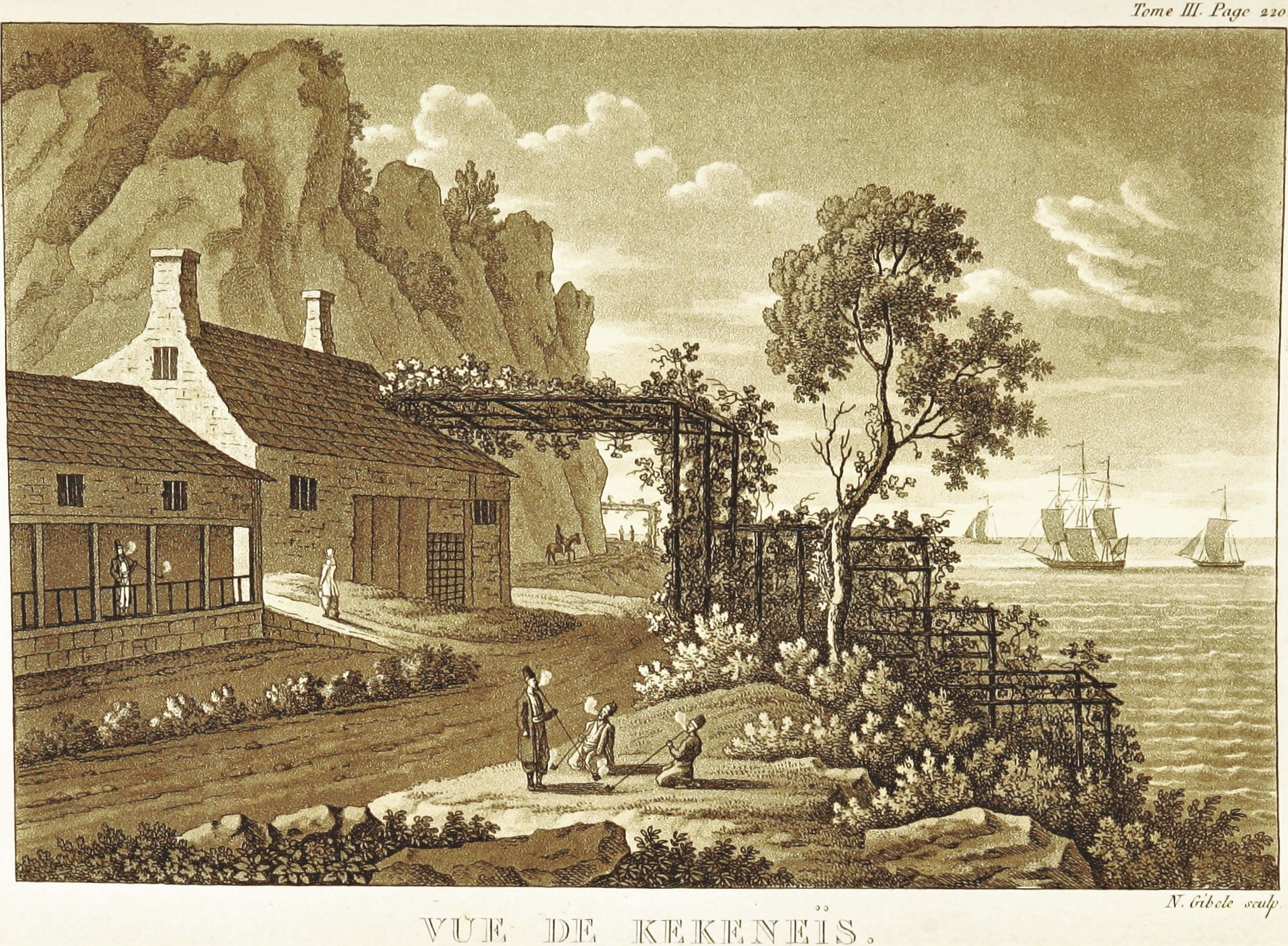
Кикинеиз. 1827 год

Согласно древнегреческим и римским письменным источникам, в период с IV до н. э. по I н. э. территория южного Крыма была заселена таврами. В окрестностях Кацивели археологами обнаружены традиционные захоронения тавров в каменных ящиках. Во II веке н. э. тавров заменяют римляне. В III—IV в., в эпоху Великого переселения народов на эту территорию приходят племена готов, а затем кочевники гунны. В V в. на Южном берегу Таврики проживали византийцы. Здесь у них было 30 поселений. В VIII в. в период интенсивного развития феодальных отношений на Южнобережье возникают храмы, укрепления, убежища, аналогичные Лимен-Исар, расположенному на горе Кошка.
В 1886 году земельный участок на окраине посёлка приобрел художник Архип Иванович Куинджи, а в 1888 году он стал владельцем Кикенеиза. Раньше Кацивели входил в состав близлежащего села Кикинеиз. В урочище Кацивели строились дачи и небольшие имения для летнего отдыха. В Статистическом справочнике Таврической губернии. Ч.II-я. Статистический очерк, выпуск восьмой Ялтинский уезд, 1915 год в Дерекойской волости Ялтинского уезда упоминается 12 частных дач и астрономическая обсерватория Министерства народного просвещения.

## Новейшее время
Согласно Списку населённых пунктов Крымской АССР по Всесоюзной переписи 17 декабря 1926 года, на хуторе Кацивели, Кекенеизского сельсовета Ялтинского района, числилось 11 дворов, все крестьянские, население составляло 45 человек, из них 41 крымский татарин, 2 русских, 1 еврей, 1 белорус.
Посёлок начал развиваться после того, как в 1929 году на мысе Кикинеиз группа гидрофизиков под руководством В. Шулейкина учредили Черноморскую гидрофизическую станцию. До Великой Отечественной войны сотрудники станции на небольшом судне «Юлий Шокальский» сделали несколько экспедиционных путешествий по Чёрному морю. В 1949 году на базе станции был основан Московский гидрофизический институт. В Кацивели остался филиал института. В 1963 году институт передали в ведомство Академии наук Украинской ССР. На базе экспериментального отделения гидрофизического института был оборудован морской экспериментальный полигон. В полукилометре от берега на фундаменте, который находится на 35-метровой глубине, установлена первая в Европе океанографическая платформа для гидрофизических исследований. В 1960-х годах в институте был построен штормовой бассейн — аэрогидродинамическая труба в виде кольца, в котором волна, которая разгоняется от 20 крупных вентиляторов, не встречает препятствий и двигается как бы в условиях открытого моря. В данный момент штормовой бассейн не функционирует. Здесь проводились одни из первых исследований по гидродинамике дельфинов. В административном здании института ныне располагается постоянно действующая выставка, посвящённая жизни и деятельности В. Шулейкина.
Большое влияние на развитие посёлка оказала и Крымская астрофизическая обсерватория, отдел радиоастрономии которой находится на стыке между пгт Симеиз и пгт Кацивели. В 1966 году здесь был установлен радиотелескоп с диаметром зеркала 22 метра (РТ-22).
Другое научное учреждение, расположенное в Кацивели — Крымская научная станция Физического института имени П. Лебедева, которая была основана в западной части посёлка. Станция была запущена в 1948 году и длительное время была единственной мощной наблюдательной радиоастрономической станцией в Европе. В 1952 году работы на станции возглавил В. Виткевич. Каждый год примерно 15 июня Солнце в своём движении оказывается на одной прямой между Землёй и знаменитой Крабовидной туманностью. Туманность является мощным источником радиоизлучения, и этим излучением, словно рентгеном, просвечивало Солнце. В результате исследований В. Виткевича удалось открыть надкорону Солнца.
Рядом с КНС ФИАН расположена гелиостанция института проблем материаловедения имени И. Н. Францевича.

## Экономика

### Игорный бизнес
7 ноября 2019 года Дмитрий Медведев подписал распоряжение правительства о создании игорной зоны «Золотой берег». Площадь игровой зоны в посёлке Кацивели составит 147 тысяч квадратных метров и заработает она в 2020 году.